# 593 (číslo)
Pět set devadesát tři je přirozené číslo. Následuje po čísle pět set devadesát dva a předchází číslu pět set devadesát čtyři. Římskými číslicemi se zapisuje DXCIII a řeckými číslicemi φϟγ.

## Matematika
593 je:
- Deficientní číslo
- Prvočíslo Sophie Germainové
- Nešťastné číslo

## Astronomie
- (593) Titania je planetka hlavního pásu, kterou objevil v roce 1906 August Kopff

## Ostatní
- +593 je mezinárodní telefonní předvolba Ekvádoru

## Roky
- 593
- 593 př. n. l.